# Константинов, Николай Николаевич (математик)
Никола́й Никола́евич Константи́нов (2 января 1932 — 3 июля 2021) — советский и российский математик и педагог. Лауреат премии Правительства РФ в области образования (2008). Создатель системы математических школ и математических классов в школах России, создатель и главный организатор международной математической олимпиады Турнир городов. Лауреат Премии Пола Эрдёша за выдающийся вклад в развитие математического образования (1992).

## Биография
Родился в г. Москве. Отца, как и деда по отцу, тоже звали Николай Николаевич. Отец — потомственный почётный гражданин России, мать — по происхождению грузинская дворянка.
Первые годы Великой Отечественной войны, с 1941 по 1943 год Николай провёл в эвакуации, жил и учился в городе Елабуге Республики Татарстан. В 1943 году вернулся в Москву в родную школу и окончил её в 1949 году с золотой медалью.
В 1954 году с отличием окончил физический факультет Московского государственного университета имени М. В. Ломоносова.
Кандидат физико-математических наук.
С 1963 г. Н. Н. Константинов работал старшим научным сотрудником в математической лаборатории ИТЭФ, которой заведовал А. С. Кронрод. После закрытия лаборатории, в 1968—1969 гг. Н. Н. Константинов короткое время работал старшим инженером Мосэнергостроя, затем заведующим отделом вычислительной техники (ЭВМ «Раздан»), заместителем начальника информационно-вычислительного центра Центрального НИИ патентной информации. Коллектив А. С. Кронрода ещё в ИТЭФ начал сотрудничество с экономистами. Это направление деятельности Н. Н. Константинова продолжилось в Институте экономики АН СССР, где он с середины 1969 г. по 1989 г. работал старшим научным сотрудником. К этому времени относится несколько его работ (в соавторстве), связанных с использованием математических методов и компьютера в экономике. Ведущие экономисты страны — В. Д. Белкин и В. В. Ивантер — включили математика и программиста Константинова в соавторы ряда работ. Построенная модель была единственной в то время численной моделью экономики страны. В. Д. Белкин назвал её моделью «доход-товары». Итоговая работа самого Николая Николаевича о развитии модели «Развитие модели „доход-товары“ и планирование достижения сбалансированности» была опубликована в 1988 г. Академик В. В. Ивантер писал в 2015 г.: «Работали с коллективом первоклассных математиков из… Института теоретической и экспериментальной физики (ИТЭФ). Участие в наших исследованиях математиков самого высокого уровня, среди них — А. С. Кронрод, Н. Н. Константинов, Ю. П. Оревков — стало одним из факторов успеха. ⟨…⟩ Финансовое моделирование по методу ‘доход-товары’ актуально и сегодня. Это реальное сочетание плановых и рыночных методов… ⟨…⟩ … предназначенное для повышения сбалансированности экономики… И это исключительный успех».
В 1968 году в соавторстве с В. В. Минахиным и В. Ю. Пономаренко создал компьютерную программу, моделирующую движение кошки.
Машина БЭСМ-4, выполняя написанную программу решения обыкновенных дифференциальных уравнений, рисует мультфильм «Кошечка», содержащий даже по современным меркам удивительную анимацию движений кошки, созданную компьютером.
Скончался от коронавирусной инфекции. Ему было 89 лет.
Похоронен 9 июля 2021 на Кунцевском кладбище.

## Педагогическая деятельность
С 1950-х годов Николай Николаевич вёл математические кружки в Московском университете.
Математик А. С. Кронрод, заведующий лабораторией вычислительной математики в ИТЭФ, предложил дирекции московской школы № 7 сделать программирование производственной специализацией школьников. К работе в математических классах Кронрод привлёк своего аспиранта Николая Константинова. Позднее с 1960-х годов Константинов работал также в школах № 91, № 57 и № 179 города Москвы, где также создал математические классы. Работая в четырёх математических школах (7-й, 91-й, 57-й и 179-й), Константинов разработал методику преподавания основ высшей математики для старшеклассников (так называемую «система листков», или «всё — в задачах»). Методика Константинова использовалась и в других математических школах г. Москвы. Имела как сторонников, так и противников.
Ученики Н. Н. Константинова регулярно занимали призовые места на Московских, Всесоюзных (Всероссийских), международных математических олимпиадах.
В 1978 году Константинов организовал Турнир Ломоносова — многопредметную олимпиаду, с тех пор проводимую в Москве ежегодно.
После вынужденного ухода из жюри Всесоюзной олимпиады школьников по математике в 1980 году организовывал Турнир городов — математическую олимпиаду, в которой ежегодно участвовали школьники из более чем 25 стран мира. С 1989 года проводилась также ежегодная летняя Конференция Турнира городов.
В 1991 принял участие в создании Независимого Московского университета.
С 2001 года Николай Николаевич Константинов работал в школе № 179, являлся членом редакционного совета журнала «Квант».